# Yaroslav Evdokimov
Yaroslav Olexandrovich Evdokimov (Ярослав Олександрович Євдокимов (Rivne, Ucrania, 22 de noviembre de 1946) es un cantante barítono. Ostenta el título de  Artista de honor de la Federación Rusa y el de Artista del Pueblo de Bielorrusia.

## Biografía
Yaroslav Olexandrovich Evdokimov nació el 22 de noviembre de 1946 en una cárcel en la ciudad de Rivne, en la República Socialista Soviética de Ucrania.
Su madre, Anastasia Kharitonivna Ocheretovich, ya había sufrido represión política y, a la edad de diecinueve años, cayó presa de la cárcel de Rivne, donde nació el cantante. Otra presa llamada Zina, esposa de un héroe de guerra le ayudó a salvar a su hijo de morir de hambre durante esos terribles años alimentando tanto a su propio hijo como a Yaroslav. Anastasia dejó a su hijo de cuatro meses con sus padres antes de ser enviada a cumplir la sentencia y fue a realizar trabajos forzados a las minas de Norilsk. No volvió a ver a Yaroslav hasta 1955, cuando por fin pudo regresar a su pueblo natal.
Su padre Olexandr Gnatovich Evdokimov nació en Krasnovisherski, en el krai de Perm y también sufrió represión.
Yaroslav creció en Polesia, en concreto en un pueblo pintoresco llamado Koryst, en el óblast de Rivne. Fue educado por su  abuela Yarina, su tía Ganna y su abuelo Jariton, un herrero que había sido maestro de escuela y aún cantaba en el coro real. Ya en su niñez, el abuelo le enseñó a su nieto la herrería, al mismo tiempo que cantaba con él. Yaroslav también cantó en el coro de la iglesia local. Así crecía Yaroslav, absorbiendo toda la belleza de la naturaleza y admirando la rica cultura de canción de su pueblo. Cuando se graduó la escuela secundaria, a pesar del talento innato que tenía para la música, estudió en la Escuela de formación profesional de Korets (1964-1965). 
En sus años en el servicio militar (1965-1968), el joven estuvo en Flota del Norte en la península de Kola,  en concreto en el pueblo Vydyayevo, cerca de la ciudad de Severnomorsk. No obstante, no tuvo la oportunidad de estar en un barco o submarino, porque había una orden oficial de «No admitir a los niños cuyos padres habían sido objeto de represión por los servicios militares». El soldado Evdokimov sirvió tres años en el destacamento de construcción. Fue el cantador de compañía.
Después de la de-movilización volvió al pueblo natal, luego se fue a trabajar en una fábrica de neumáticos de la ciudad de Dnipropetrovsk, donde por pura casualidad empieza a cantar en un restaurante. Allí, en Dnipropetrovsk, se casó con una joven bielorrusa y se fue a vivir con ella en su patria.
El cantante de talento innato no obtuvo ninguna educación musical, por lo que la administración de la filarmónica local no tenía deseo de contratarle. Sin embargo, en Bielorrusia la carrera artística del cantante tuvo una continuación digna. Es por pura casualidad que se estaba formando el grupo de conciertos “Pamyat” (Memoria), y Yevdokymov se encontró en el lugar y tiempo correcto. Todo le parecía nuevo al joven artista – en la sala le escucharon cientos de personas. Hasta ahora se acuerda del miedo que tenía ante el público. Pero el espectador acogió calurosamente al debutante, porque Yaroslav cantaba con alma, que el público sintió en seguida. Muchas cartas con palabras de agradecimiento llegaron a nombre de Yevdokymov y a la filarmónica. El grupo de artistas apoyó a Yaroslav y le contrataron en la filarmónica. Desde el año 1975 llegó a ser el solista y vocalista de la filarmónica de Minsk.  El éxito del cantante se hacía cada vez más y más grande. Él entendió que las capacidades naturales son necesarias, pero el vocalista necesita también la formación profesional. Yaroslav encontró al pedagogo de vocal Volodymyr Buchel. Estudió con él tres años y al mismo tiempo trabajó de solista en el Conjunto de música y baile del Distrito militar de Bielorrusia (1977-1980).
Tuvo otra casualidad: en vísperas del 9 de mayo el cantante tomó parte en el concierto estatal. El primer secretario del Comité central del partido comunista de Bielorrusia Perto Menshov oyó su canto. Al guerrillero en pasado le cautivó su canción “Pole pamiati” (Campo de memoria), que cantó Yaroslav. Emoción del primer hombre en el país era tan fuerte que él ordenó asignar a Yevdokymov el Título de honor de “Artista de Honor de la República Socialista Soviética de Bielorrusia”.
La noticia del cantante talentoso llegó a Moscú. Olga Molchanova de la televisión nacional invitó a Yevdokymov al programa más popular “Shyrshe kolo” (Círculo más amplio), “Zaspivaymo drizi” (Amigos a cantar). En 1979 Yaroslav se convierte en el ganador del concurso “Z pisneyu po zhytti” (Con canción por la vida).
La voz del artista sonó a menudo en los programas de la radio de toda la unión Soviética. Yaroslav se graduó del colegio musical de la clase de vocal y llegó a ser el solista de la radio y televisión de la república.
Muchas veces Yaroslav Yevdokymov intervino en “Slavyanskyi bazar” (Vitebsk, Bielorrusia), y formó parte del jurado del festival. 
En 1998 el cantante llega a ser el invitado del Festival “Zolotyi shlyager” (Mogylyov, Bielorrusia).
Ha realizado giras en extranjero - Francia, Alemania, Noruega, Polonia, Checoslovaquia, Islandia, Suiza y Suecia.
El álbum “Vse zbudetsya” (Se cumplirá todo) (1988) – debut en el estudio de toda la Unión Soviética de grabación “Melodía”. Sin embargo, el nombre del artista se fizo bien conocido por el público, porque la creatividad se llevó a cabo de forma fiable en los corazones de millones de fanes de canciones melódicas espirituales líricas y sensuales. No solo la voz hermosa y generosa del cantante, pero también su corazón abierto al amor, honestidad de entonación, sinceridad, sin duda, recibieron la respuesta correspondiente. Yaroslav viajó mucho, encontrándose en una buena forma vocal y física.
Yaroslav Yevdokymov tiene el tono de voz especial – su honda, aterciopelada brillante, suave y profunda voz de barítono lírico, cuyo sonido contiene un tono y una serie de matices más altos que el tono básico y su colorida paleta de voz es aún más brillante con estos tonos adicionales. El diapasón es de dos octavas. La importancia esencial tiene también la flexibilidad, la movilidad de la voz, la capacidad de cambiar fácilmente, así que es propio a una voz bien desarrollada la diversidad de tonos – el artista puede cantar bajo, tenor. El cantante tiene el técnico imprescindible de vocal y dicción. Por la fuerza de su voz fue comparado con Caruso, y los expertos le predijeron una carrera del cantante de ópera, pero Yaroslav eligió las obras populares y de autor.
Sus obras han llegado a ser canciones populares, creadas en colaboración con los compositores - Е.Zarytskyi, L.Zakhlyevnyi, О.Morozov, B.Emelianov, V.Okorokov, V.Dobrynin, І.Mateta, G.Tatarchenko y poetas famosos - G.Buravkin, N.Gilevych, V.Neklyayev, M.Yasen, R.Rozhdestvenskyi, L.Rubalska, А.Poperechnyi, V.Vetrova, Yu.Rybchynskyi, А.Demydenko.
desde el año  2009 Yaroslav Yevdokymov – ciudadano de Federación Rusa.

## Título
- el 17 de abril de 1980– Orden del Presidente del Consejo Supremo de la República Socialista Soviética de Bielorrusia obtuvo el Título de honor “Artista emérito de República Socialista Soviética de Bielorrusia”;
- el 13  de julio del año 1987  - Orden de Presidente del Consejo Supremo de la República Socialista Soviética de Bielorrusia obtuvo el Título de honor «Artista nacional de República Socialista Soviética de Bielorrusia»;
- el 15 de febrero de 2006 – Orden del Presidente de Federación Rusa  obtuvo el Título de honor “Artista emérito de Federación Rusa”.

Yarovlav Yevdokymov ha sido notado por el proyecto único de internet “Nova Ukrayina” (La Ucrania nueva)https://web.archive.org/web/20140714192718/http://ukrgold.net/index.php/ru/rovnenskaya/elita-rovno/906-evdokimov-yaroslav-aleksandrovich.

## Discografía
- 1988 – “Vse zbudetsya” (Se cumplirá todo);
- 1994 – “Ne rvi rubakhu” (No rompas la camisa – canciones de V.Okorokov) (CD);
- 2002 – “Fantazer” (Fantaseador – canciones O.Morozov) (CD);
- 2002 – “Tseluyu tvoyu ladon” (Beso tu mano) (CD);
- 2006 – “Za beloyu rekoy” (Detrás del río blanco) (CD);
- 2008 – Yaroslav Yevdokymov y dúo “Sladkaya yagoda” (Baya dulce). Las mejores canciones de Ucrania y cosacos (CD).
- 2012 – Volver al otoño (CD)

## Mediaarhiv
- ; ; ; ; ; ; ; ; ; ; ; ;  Archivado el 13 de julio de 2015 en Wayback Machine.; ; ;  ; ;